# Water Polo Canada
De son nom commercial Water Polo Canada, l’Association canadienne de water-polo est l’organisme dirigeant du water-polo au Canada depuis les années 1960.

## Historique
L'Association canadienne de water-polo apparaît vers 1964 en organisant le premier des championnats canadiens des clubs à dépasser le clivage entre les clubs de la région de Toronto, en Ontario, et ceux de la province de Québec. Le championnat suivant, en 1965, permet de constituer une équipe masculine du Canada.

## Rôles
Water Polo Canada est membre de la Fédération aquatique du Canada, responsable de l'ensemble des sports de nage.
Elle est responsable des équipes nationales canadiennes, notamment les équipes premières féminines et masculines.
Elle organise les championnats nationaux et compétitions interprovinciales, dont la Ligue sélecte féminine, les Ligues majeures féminine et masculine dans un but de préparation aux compétitions internationales. Elle a repris l'organisation des championnats canadiens des clubs, amateurs et par classe d’âge dont le plus ancien fut joué en 1907.
Elle a juridiction sur les associations responsables du water-polo à l’échelle des provinces et territoires du Canada : Alberta Water Polo Association, British Columbia Water Polo Association, Manitoba Water Polo Association, Water Polo New Brunswick, Provincial Water Polo Association of Nova Scotia, Ontario Water Polo, Fédération du water-polo de Québec, Water Polo Saskatchewan, Water Polo Newfoundland and Labrador.
| Évenement | Date: | Médail |
| --------- | ----- | ------ |
|           |       |        |
|           |       |        |
|           |       |        |